# 黃子悅 (香港)
黃子悅（英語：Prince Wong Ji-yuet，1997年9月27日—），香港民主派，前學民思潮發言人，2014年雨傘革命期間絕食118個小時。2015年5月開始擔任學民思潮發言人，學民思潮解散後創立教育實驗學社。曾於香港嶺南大學就讀視覺研究系，2017至2018學年因精神健康問題休學一年。

## 經歷

### 反送中運動

#### 聲援理大行動
2019年11月18日，大批市民為營救被香港警察圍困的香港理工大學學生，湧至油尖旺區多個街頭與警方爆發激烈衝突。在衝突中，警方拘捕逾千名市民，黃子悅是其中一名被捕人士。黃子悅被控暴動罪，後獲准保釋候審，期間須要遵守宵禁令、包括油麻地至旺角一帶的禁足令、不得離開香港及每周到警署報到。黃子悅其後承認一項暴動罪，並於2023年7月13日在區域法院被判入獄37個月。

#### 母親節「和你Sing」
2020年5月10日，有網民號召市民到港九新界多個商場進行「和你sing」行動，行動及後演變為街頭衝突。在旺角，香港警察於多個街頭戒備及截查市民，當中包括黃子悅，警員指控黃違反限聚令，向她發出告票。事後，黃子悅於Instagram發文指警方在截查期間，對自己作出所謂言語性騷擾，被評論胸部及身材，又指控警方誣告自己偷竊他人的電話，要求她解鎖電話證明清白。

### 從政

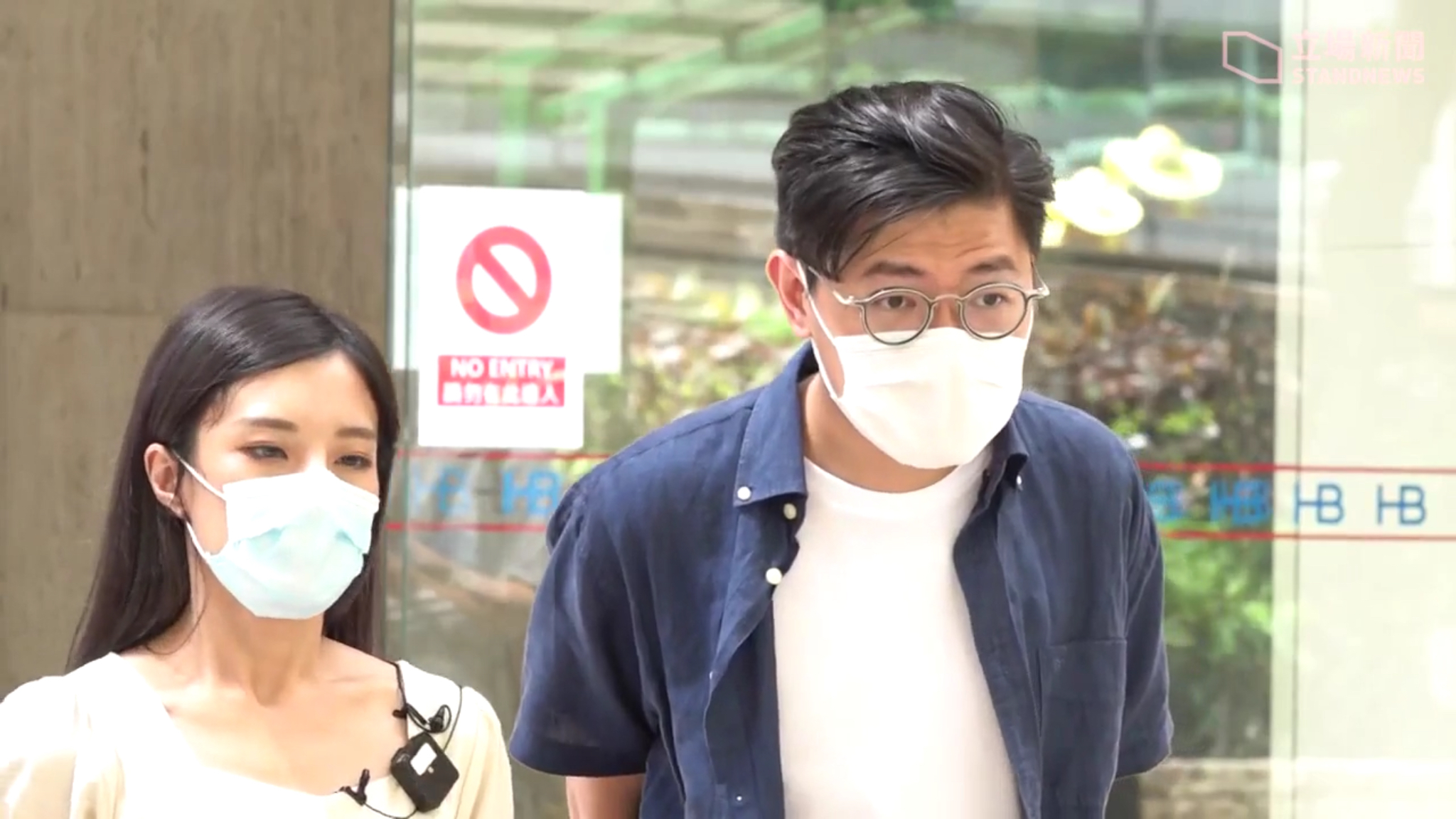
2020年7月27日，屯門社區網絡成員張可森、前學民思潮發言人黃子悅宣佈參選2020年香港立法會選舉，競逐新界西地區直選。

2020年5月，黃子悅表示正考慮參與2020年香港立法會選舉。
2020年7月，黃子悅參加民主派舉辦的初選，在新界西以22,911票得票第三成功出線。
2020年7月27日，黃子悅與同區參選的屯門社區網絡成員張可森一同報名參選2020年香港立法會選舉，競逐新界西地區直選。

### 民主派初選大搜捕
2021年1月6日，黃子悅因去年參與民主派初選，而與其他50多名民主派初選參與者一同遭到香港警察以港版國安法中「顛覆國家政權罪」的罪名大規模搜捕，大搜捕引起香港本地及國際社會嚴厲譴責，更促使美國聯邦政府根據美國總統唐納·川普簽署的第13936號行政命令，對中共官員及香港警方高層實施進一步制裁。2021年2月28日，她與另外46人被警方以「串謀顛覆國家政權」的罪名正式起訴，被國安法指定法官拒絕保釋，還押至12月21日，其後獲高等法院批准保釋。

## 資料來源
1. ↑  . 自由時報. 2014-12-06  [2021-05-24]. （原始内容存档于2021-05-24）.
2. ↑  . 2015-05-28  [2018-09-26]. （原始内容存档于2018-11-18）.
3. ↑  . 2016-12-05  [2018-09-26]. （原始内容存档于2018-09-27）.
4. ↑  . 2018-08-16  [2018-09-26]. （原始内容存档于2020-03-15）.
5. ↑  . 立場新聞. 2019-11-20  [2020-05-14]. （原始内容存档于2019-12-21）.
6. ↑  . 明報. 2023-07-13  [2023-07-13]. （原始内容存档于2023-07-14）.
7. ↑  . 立場新聞. 2020-05-10  [2020-05-14]. （原始内容存档于2020-10-16）.
8. ↑  . 香港蘋果日報. 2020-05-02  [2020-05-14]. （原始内容存档于2021-05-09）.
9. ↑  . 立場新聞. 2021-01-06  [2021-05-15]. （原始内容存档于2021-01-06）.
10. ↑  . 蘋果日報. 2021-01-06  [2021-05-09]. （原始内容存档于2021-01-06）.
11. ↑  . 蘋果日報. 2021-01-06  [2021-05-09]. （原始内容存档于2021-01-07）.
12. ↑  . 蘋果日報. 2021-01-16  [2021-05-09]. （原始内容存档于2021-01-21）.
13. ↑  . 立場新聞. 2021-12-21  [2021-12-21]. （原始内容存档于2021-12-25）.

## 外部連結
- 黃子悅的Instagram帳戶
- 黃子悅的Facebook專頁